# 內貝利察
50°24′52″N 29°35′51″E / 50.41444°N 29.59750°E

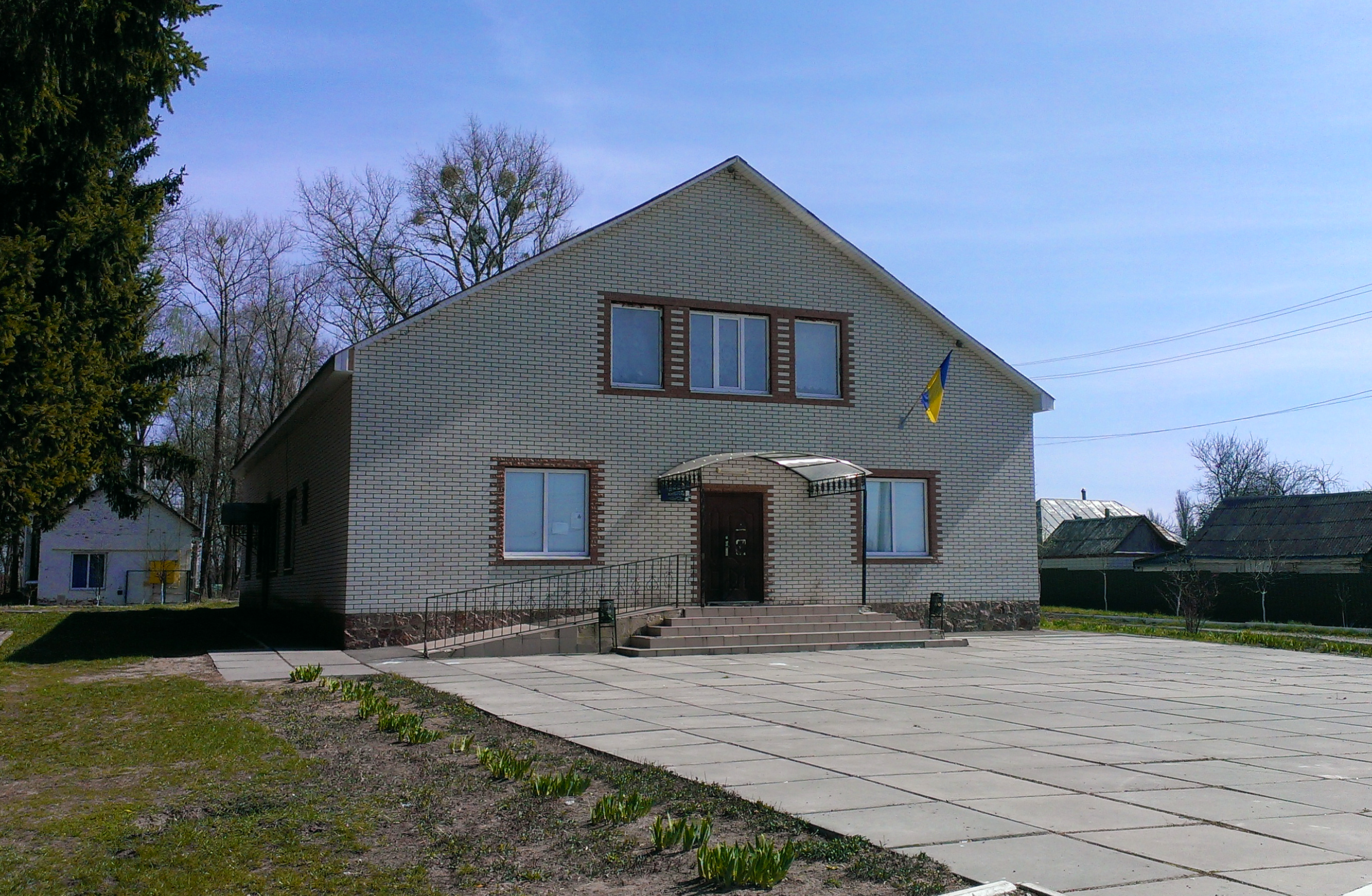
文化馆

內貝利察（烏克蘭語：Небелиця）是位於烏克蘭北部的村莊，由基辅州布恰区的馬卡里夫市鎮負責管轄。該村始建於1764年，面積0.4平方公里，海拔高度174米，2025年人口605，人口密度每平方公里1,510人。